# Fanny Elßler (Film)
Fanny Elßler ist eine reichsdeutsche Filmbiografie aus dem Jahre 1937 von Paul Martin mit Lilian Harvey in der Titelrolle. An ihrer Seite spielen Willy Birgel und Rolf Moebius die männlichen Hauptrollen.

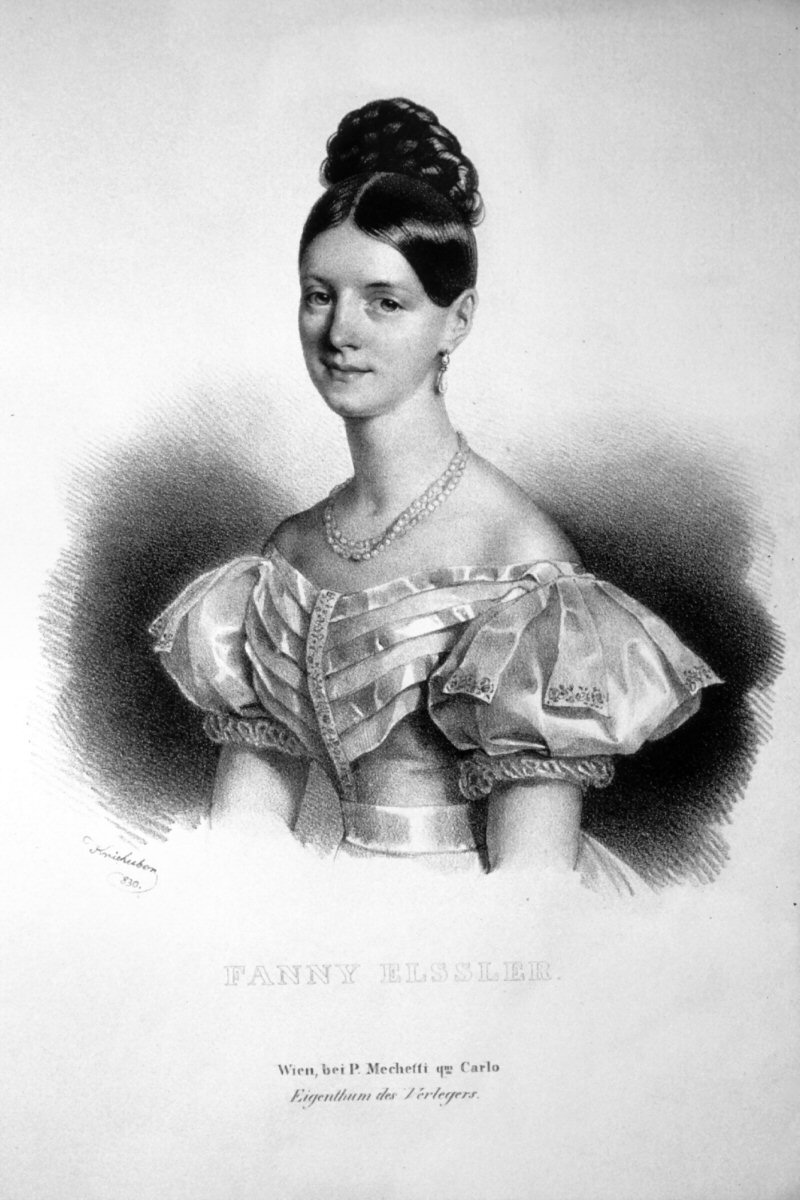
Die reale Fanny Elßler (hier in einer Lithographie von 1830)

## Handlung
Wien, um 1830. Die blutjunge Tänzerin Fanny Elßler feiert Triumphe. Österreichs graue Eminenz, Fürst Metternich, sieht auf einem Fest, das er gibt, welchen Eindruck sie auf die Männerwelt hinterlässt. Er will die Künstlerin daher mit dem im österreichischen Exil lebenden, machtlosen Herzog von Reichstadt, als Napoleon II. zwar Sohn von Napoleon Bonaparte, jedoch ohne Herrschaft über Frankreich, zusammenbringen. Sie soll ihn über etwaige politische Planspiele und Absichten aushorchen. Metternich ist daran interessiert, Informationen darüber zu erhalten, wie er zu den Pariser Bonapartisten steht, die das Land derzeit in Atem halten. Der Baron Hofrat von Gentz soll Fanny diesbezüglich instruieren. Gentz zeigt selbst Interesse an der deutlich jüngeren Tänzerin, beugt sich aber dem fürstlichen Wunsch. Doch La Elßler lässt sich nicht so leicht manipulieren. Sie sieht ihren Ruf als anständige Künstlerin gefährdet und lehnt das Gentzsche Ansinnen entrüstet ab.
Der noch sehr junge Herzog von Reichstadt weiß noch nichts von den Machenschaften Metternichs, ist sich aber im Klaren, dass er von seiner Schutzmacht Österreich ständig beobachtet wird. Eines Tages lernt er Fanny Elßler kennen und ist sogleich von ihr entzückt. Aus nachvollziehbaren Gründen wählt Napoleon II. bei der ersten Begegnung ein Pseudonym und stellt sich als Leutnant Franz von Mödling vor. Fanny ist von ihm ebenso begeistert wie er von ihr, und beide jungen Leute verlieben sich ineinander. Die Beziehung der beiden reift heran, ohne dass die kaiserlich-österreichischen Strippenzieher im Hintergrund etwas davon ahnen. Erst während eines Diplomatenballs, den Fürst Metternich gibt, wird ihm und seinem Sekretär Gentz klar, wie weit das Verhältnis zwischen Fanny und Napoleon II. bereits gediehen ist. Gentz schickt daraufhin Fanny nach Paris unter dem Vorwand, dass dort ein interessantes Engagement auf sie warte. Man will unbedingt die Liaison der beiden ungleichen Liebenden unter Kontrolle halten.
Fanny will partout nicht von ihrem Liebsten lassen, sodass Baron Gentz ihr klarmacht, dass ihre Zusammenführung mit dem Herzog von Reichstadt nichts anderes als ein politisches Manöver der Wiener Staatsführung war. Erst jetzt zeigt sich Fanny willig und verlässt das Land in Richtung französische Hauptstadt. In Paris feiert sie mit ihrer Kunst einen großen Erfolg, dennoch kann sie ihren Liebsten daheim im fernen Wien nicht vergessen. Dem Herzog von Reichstadt geht es ähnlich. Er entflieht seinem goldenen Käfig in Österreich und eilt ebenfalls nach Paris, um Fanny wieder zu sehen. Doch ihr privates Glück ist nur von kurzer Dauer. Außerdem nehmen die politischen Unruhen in Frankreich mehr und mehr zu. Die Anhänger Napoleon Bonapartes verlangen, im Land wieder die Macht zu übernehmen. Obwohl im Schatten seines Vaters stehend, ist dessen Sohn dazu bereit. Doch die Dinge laufen anders als geplant. Napoleon II. und Fanny besuchen eine bonapartistische Versammlung, die jedoch von den staatlichen Kräften aufgelöst wird. Baron Gentz schwant Übles und er taucht beim Herzog von Reichstadt auf, um ihn nachdrücklich dazu zu bewegen, nach Wien zurückzukehren. Dieser erkennt, dass er nur Spielball verschiedener Mächte ist, und siecht dahin. Der Herzog von Reichstadt wird nur 21 Jahre alt. 
Als Fanny Elßler vom Tod ihres Liebsten erfährt, wirft sie all ihren Schmerz in ihre Interpretationskunst und tanzt den Tanz ihres Lebens.

## Produktionsnotizen
Fanny Elßler entstand zwischen Mitte Juni und September 1937 auf dem Freigelände von Neubabelsberg, auf dem Golfplatz von Berlin-Wannsee und in Wien. Der Film wurde am 4. November 1937 im UFA-Palast am Zoo uraufgeführt. Die Produktionskosten betrugen 1.188.000 RM.
Herstellungsgruppenleiter Max Pfeiffer übernahm auch die Herstellungs- und Produktionsleitung, Dietrich von Theobald war Aufnahmeleiter. Erich Kettelhut schuf die Filmbauten, Manon Hahn entwarf die Kostüme. Fritz Thiery kümmerte sich um den Ton. Komponist Kurt Schröder übernahm auch die musikalische Leitung.
Der US-amerikanische Tänzer und Maler Hubert J. Stowitts (1892–1953) kreierte die Tänze, die von Werner Stammer einstudiert wurden.

## Musiktitel
Komponist Schröder verwendete folgende klassischen Musiktitel:
- La Danza (von Gioachino Rossini)
- Menuett aus dem Quintett op. 11 E-Dur (von Luigi Boccherini)
- Mazurka aus „Coppélia“ (von Léo Delibes)

## Kritiken
Die Österreichische Film-Zeitung schrieb, dass dieser Film Lilian Harvey „auch als Tänzerin voll zur Geltung bringt“, und befand, Regisseur Paul Martin habe „die Tanzszenen wirkungsvoll mit Spielszenen gemischt, wobei er interessante Effekte erzielt.“
Im Lexikon des Internationalen Films heißt es: „Gefühlvoll und langatmig inszenierte, historisch nicht beglaubigte Romanze; bemerkenswert die Tanzeinlagen mit Lilian Harvey als Solistin in der Choreografie des amerikanischen Ballettmeisters Hubert I. Stowitts.“

„Paul Martin und Eva Leidmann … gestalteten ein interessantes Bild des einst so hell strahlenden Sternes in der Welt des Tanzes.“